# Zélia Cardoso de Mello
Zélia Maria Cardoso de Mello GOMM (São Paulo, 20 de setembro de 1953) é uma professora, acadêmica e economista brasileira. Foi ministra da Fazenda durante o Governo Collor.
Entre 1991 e 1998, teve um relacionamento com o ator e humorista Chico Anysio, com quem teve seus dois filhos, Rodrigo e Vitória. Em 1995, lançou junto com o marido a revista feminina Victoria. A família mudou-se em 1997 para Nova Iorque, onde Zélia atualmente reside com os filhos e trabalha prestando assessoria.

## Biografia
Formada pela Universidade de São Paulo, na década de 70 trabalhou na Cecap (Caixa Estadual de Casas para o Povo) em São Paulo.
Em 1976-77 foi economista na Companhia Estadual de Casas Populares (CECAP). Foi analista senior do Banco Auxiliar de São Paulo (1977/78) e consultora da empresa Dummont Assessoria e Planejamento SC Ltda., (São Paulo, 1978). Em 1981/82 atuou como economista junto à Embaixada do Brasil em Londres. Integrou o Conselho Fiscal da Companhia Energética Paulista (CESP) (1983/1987) e assumiu a Diretoria Financeira administrativa da Companhia de Desenvolvimento Habitacional de São Paulo (1984/1986), ambos os cargos no governo Franco Montoro.
Em agosto de 1990, como ministra, Zélia foi admitida por Collor à Ordem do Mérito Militar no grau de Grande-Oficial especial.
Em 1995, Zélia foi absolvida pelo Supremo Tribunal Federal das acusações de crime contra a administração pública durante o Governo Collor, conforme decisão proferida no inquérito n. 785 de relatoria do Ministro Ilmar Galvão.
Foi casada com Chico Anysio entre 1992 e 1998.

## Ministra
Zélia foi empossada em 15 de março de 1990, na posse do presidente Fernando Collor na Presidência, já no dia seguinte, em uma coletiva tumultuada e confusa no auditório do Ministério da Fazenda em Brasília, a então ministra ao lado de seus assessores Antônio Kandir e Ibrahim Eris, anunciou o Plano Collor, “São medidas duras e profundas” falou ela, inicialmente chamado de Plano Brasil Novo, mas depois o nome original foi abandonado por não ter "pegado" na população, os rumores sobre a divulgação de alguma medida de impacto começaram a circular quando, a pedido de Collor, o ainda presidente José Sarney decretou feriado bancário de três dias (14, 15 e 16 de março).

#### Confisco
Por meio da Medida Provisória 168, 15/3/1990, depois Lei nº 8.024, 12/4/1990, a medida mais controversa e conhecida, três dias antes, a própria Zélia havia descartado a possibilidade de um confisco, o bloqueio de saques de aplicações financeiras maiores do que 50 mil cruzados novos, o equivalente a algo como R$ 18 mil em 2020, os valores em cruzados novos bloqueados ficariam recolhidos ao Banco Central por 18 meses, recebendo juros de 6% ao ano mais correção monetária e seriam liberados em 12 parcelas mensais a partir do 19º mês.
O confisco que tinha como objetivo fazer um intenso corte no fluxo monetário na economia para frear a inflação que estava em cerca de 80% ao mês, em um primeiro momento, o pacote econômico surtiu efeito, em março de 1990, apenas uma semana depois do anúncio, uma pesquisa do Instituto Datafolha, revelou que 81% dos entrevistados avaliaram o Plano Collor como "bom", de 84%, a inflação despencou para 3%, porém, em junho, subiu para 9% e, no mês seguinte, voltou para a casa dos dois dígitos, para 12%.
A própria Zélia contou em sua biografia, Zélia, uma paixão, o livro de Fernando Sabino, escrito a partir de informações dadas pela própria Zélia, que a poupança só foi incluída no bloqueio no último momento - a princípio, a medida atingiria apenas as aplicações do overnight - e o valor a ser confiscado só foi decidido na noite anterior ao anúncio, durante uma festa-surpresa no resort Academia de Tênis, às margens do Lago Paranoá, os valores de 20 mil e 70 mil também foram cogitado, o livro diz:  "Sempre que tem um problema, Zélia gosta de dar uma trégua para se distrair, deixando o subconsciente trabalhar. Escreveu num papel os números 20, 50 e 70 e voltou à festa", escreveu Sabino. "Ao regressar, havia optado pelos 50 mil".

#### Outras medidas
- A conversão financeira de cruzados novos (NCz$) para cruzeiros (Cr$) em proporção 1:1;
- Após a cobrança extraordinária de 8% de IOF nos haveres não monetários e na venda ou transmissão de ações e ouro, isentos os depósitos à vista e os títulos e depósitos do ativo das instituições financeiras;
- A conversão em cruzeiros deveria ser feita no momento da liberação dos valores retidos, com regras diferenciadas: papel-moeda, conversão imediata, sem bloqueio; depósitos à vista e cadernetas de poupança, liberação imediata de até Cr$ 50 mil (pela taxa de câmbio oficial de 13/3/1990, US$ 1.300,00; pela taxa do câmbio paralelo, US$ 610,00 em 13/3, US$ 1.110,00 em 19/3 e US$ 770,00 em 30/3); aplicações overnight e contas remuneradas, liberação imediata de Cr$ 25.000,00 ou de 20% do total, valendo o maior; fundos e depósitos a prazo, 20% do total;

- Preços e salários, sendo determinado pelo governo, posteriormente, ajustes que eram baseados na inflação esperada;
- Eliminação de vários tipos de incentivos fiscais: para importações, exportações, agricultura, os incentivos fiscais das regiões Norte e Nordeste, da indústria de computadores e a criação de um imposto sobre as grandes fortunas;
- Indexação imediata dos impostos aplicados no dia posterior a transação, seguindo a inflação do período;
- Aumento de preços dos serviços públicos, como gás, energia elétrica, serviços postais, etc;
- Liberação do câmbio e várias medidas para promover uma gradual abertura na economia brasileira em relação à concorrência externa;
- Extinção de vários institutos governamentais e anúncio de intenção do governo de demitir cerca de 360 mil funcionários públicos, para redução de mais de 300 milhões em gastos administrativos.

Segundo o acadêmico Carlos Eduardo Carvalho, Professor do Departamento de Economia da Pontifícia Universidade Católica de São Paulo, a medida política que ficou conhecida como confisco, não fazia parte, originalmente, do Plano Collor e tem origens num consenso entre os candidatos à presidência da época: Fernando Collor, Ulysses Guimarães e Luiz Inácio Lula da Silva.
Com Zélia Cardoso de Mello, o Brasil conheceu uma época de mudanças, marcando "uma revolução"  em vários níveis da administração pública e na macroeconomia: privatização, abrindo-se pela primeira vez às importações, modernização industrial e tecnológica, redução da dívida do setor público, controle da hiperinflação e uma explosão na demanda. O Plano Collor foi seguido pelo governo sucessor como por exemplo na esfera das privatizações.
- No Governo Collor, o Banco do Brasil registrou recordes positivos de superávits:[16]
  - 1990: Cr$ 293.100 milhões
  - 1991: Cr$ 252.000 milhões
  - 1992: Cr$ 446.800 milhões

Ela deixa o ministério em 10 de maio de 1991, sendo substituída pelo economista Marcílio Marques Moreira.

## Publicações
É autora de inúmeros artigos publicados em revistas brasileiras e estrangeiras. Lançou em 1985 o livro Metamorfoses da Riqueza São Paulo 1845-1895.